# Peter Hopkirk
Peter Hopkirk (Nottingham, 15 dicembre 1930 – Londra, 22 agosto 2014) è stato un giornalista e storico inglese, autore di sei celebri libri che vertono sull'Impero Inglese, la Russia e la loro lotta per il dominio dell'Asia Centrale.

## Biografia
Nacque a Nottingham, figlio di Frank Stewart Hopkirk, un cappellano di carcere, e di Mary Perkins. Crebbe a Danbury, nell'Essex. Fu istruito alla Dragon School di Oxford, dove giocò a rugby. Fin dall'infanzia si appassionò ai romanzi di spionaggio dello scozzese John Buchan e alle storie dell'India del romanzo Kim di Rudyard Kipling. Prima di esordire come giornalista a Fleet Street, Hopkirk servì come giovane ufficiale nei King's African Rifles nel 1949 in Somalia, lo stesso battaglione dove prestava servizio come soldato scelto Idi Amin Dada, più tardi divenuto il sanguinario dittatore dell'Uganda.
Viaggiò per molti anni nelle regioni che costituiscono l'ambientazione dei suoi 6 libri: Russia, Asia Centrale, Caucaso, Cina, India e Pakistan, Iran e Turchia orientale. La sua passione furono i personaggi, le avventure e i contesti che fecero parte della contesa tra Britannici e Russi per il controllo dell'Asia tra il XIX e gli anni venti del XX secolo, quel Grande gioco "che giorno e notte mai non cessa". Prima di diventare autore a tempo pieno, fu reporter per la Independent Television News, corrispondente da New York per il Sunday Express ed in seguito ha lavorato per quasi vent'anni a The Times, cinque come capo reporter e poi come specialista del Medio ed Estremo Oriente.

## Opere
- Diavoli stranieri sulla Via della Seta. La ricerca dei tesori perduti dell'Asia Centrale (Foreign Devils on the Silk Road: The Search for the Lost Cities and Treasures of the Chinese Central Asia, 1980), traduzione di Gilberto Tofano, Collana L'Oceano delle Storie, Milano, Adelphi, 2006, ISBN 978-88-459-2062-2.
- Alla conquista di Lhasa (Trespassers on the Roof of the World: The Secret Exploration of Tibet, 1982), traduzione di Giovanni Luciani, Collana L'Oceano delle Storie, Milano, Adelphi, 2008, ISBN 978-88-459-2308-1.
- Avanzando nell'Oriente in fiamme. Il sogno di Lenin di un impero in Asia (Setting the East Ablaze: Lenin's Dream of an Empire in Asia, 1984), traduzione di Annalisa Sanson, Milano-Udine, Mimesis, 2021, ISBN 978-88-575-7527-8.
- Il Grande Gioco. I servizi segreti in Asia centrale (The Great Game: On Secret Service in High Asia, 1990), traduzione di Giorgio Petrini, Collana L'Oceano delle Storie, Milano, Adelphi, 2004, ISBN 978-88-459-1813-1. - Collana gli Adelphi, Adelphi, 2010, ISBN 978-88-45-92475-0.
- Servizi segreti a Oriente di Costantinopoli (On Secret Service East of Constantinople: The Plot to Bring Down the British Empire, 1994), traduzione di Fabrizio Bagatti, Postfazione di Roberto Zavaglia, Collana Foglie d'erba, Milano, Settecolori, 2022, ISBN 978-88-969-8651-6. [pubblicato negli USA nel 1995 col titolo Like Hidden Fire]
- Sulle tracce di Kim. Il Grande Gioco nell’India di Kipling (Quest for Kim: in Search of Kipling’s Great Game, 1996), traduzione di Giuseppe Bernardi, Collana Foglie d’erba, Milano, Settecolori, 2021, ISBN 978-88-969-8628-8.